# Blenda (skjaldmö)

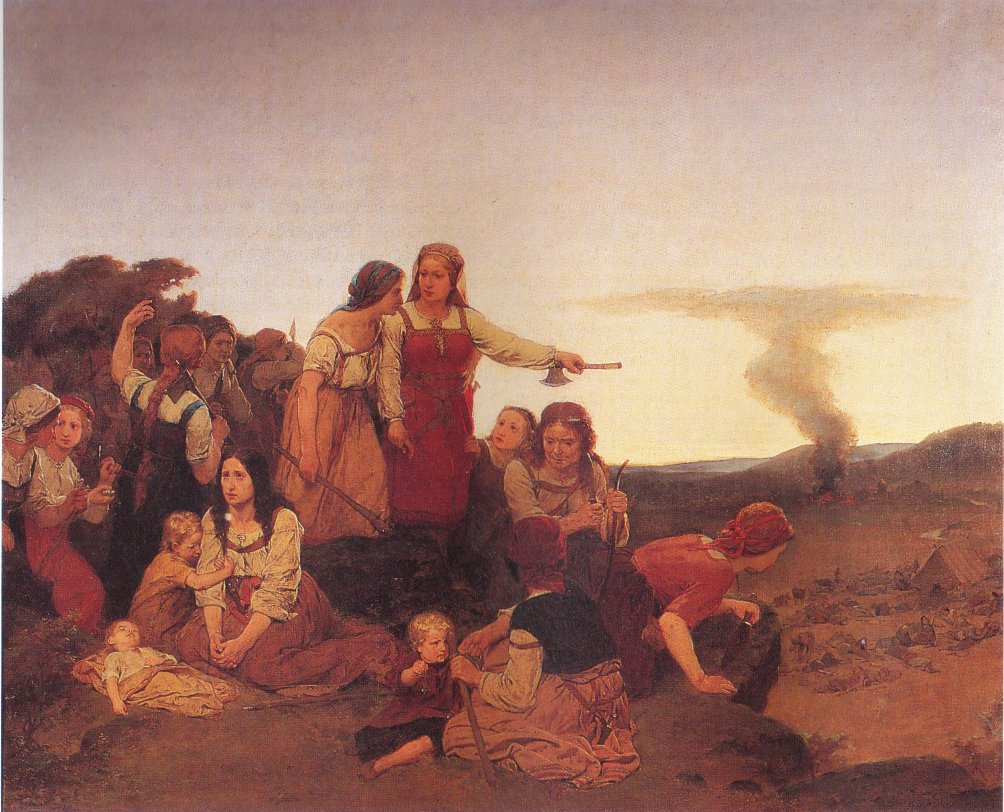
Blenda según una litografía del artista August Malmström (1829-1901).

Blenda es una heroína legendaria de Småland, Suecia, quien según la leyenda Blendasägnen lideró a las mujeres de Värend para enfrentarse a vikingos procedentes de Dinamarca, y usando una estratagema logró aniquilar a los invasores.
Según la leyenda, los hechos tuvieron lugar durante el reinado del rey Ælla, rey de los gautas, que lanzó una campaña para luchar en Noruega. El rey organizó un contingente militar de guerreros de occidente y también del sur, los jinetes de Småland, por lo que dejaron la región prácticamente sin defensa. 
Los daneses supieron de la situación precaria de Småland y decidieron aprovechar la ventaja para atacar las tierras indefensas. Blenda era una mujer de origen noble, del hundred de Konga y decidió enviar un mensaje de resistencia a todas las mujeres de Konga, Albo, Kinnevald, Norrvidinge y Uppvidinge. Se organizaron ejércitos de mujeres en Brávellir, que según la tradición local de Småland se encuentra en Värend y no en Östergötland.
Las mujeres se acercaron a los daneses y manifestaron su sorpresa y grata impresión de que los guerreros daneses fueran tan atractivos, invitándoles a un banquete donde les ofrecerían comida e hidromiel. Tras una larga velada, los daneses se durmieron y fue el momento que aprovecharon las mujeres para matarlos a todos. 
Cuando regresó el rey y supo de lo acontecido, otorgó a las mujeres derechos como nunca antes se habían visto. Les concedió paridad en la herencia con hermanos y maridos, el derecho a usar un cinturón alrededor de su cintura con el blasón real como símbolo de vigilantes eternas, el derecho a tocar los tambores en las bodas y mucho más. Los cinco hundred se unieron como el territorio de Värend, que significa «defensa», como baluarte para Götaland. El pueblo de Blenda pasó a llamarse Värnslanda y un lugar cercano al campo de batalla fue llamado Bländinge.

## Base histórica

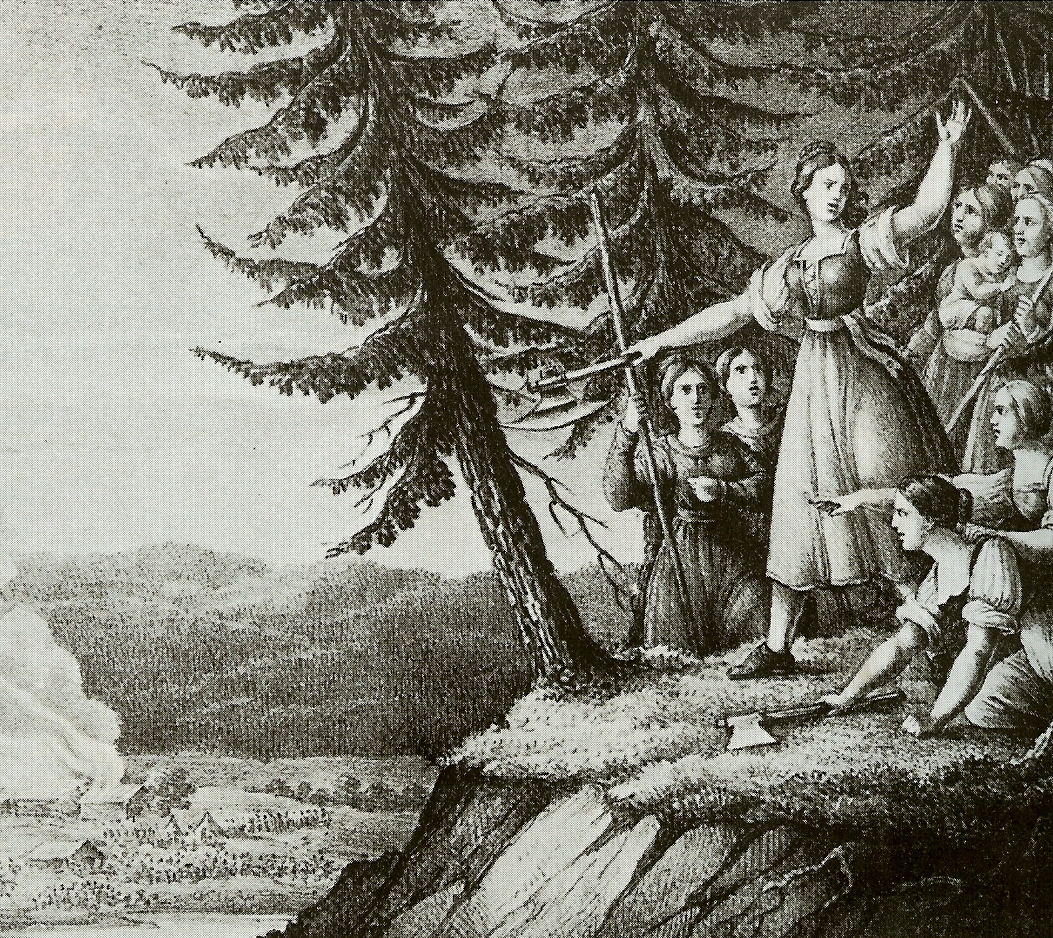
Las chicas de Småland, de Hugo Hamilton (1830).

El primer texto impreso donde aparecen los derechos de herencia es De iure sueonum et gothorum vetusto (1672), de Johan Stiernhöök, quien afirmó que los derechos de herencia fueron concedidos por el rey Hakon Ring (Sigurd Ring) a las mujeres tras la batalla de Brávellir, al haber mostrado un valor sin igual al enfrentrarse a las fuerzas de Harald Hilditonn. La leyenda parece una alegoría reflejada de los distintos acontecimientos entre los años 1680 y 1690 con el fin de defender la igualdad hereditaria y nuevas prohibiciones de la Iglesia contra el uso de los tambores en los cultos.
El historiador local Petter Rudebeck (1660–1710) reunió notas, leyendas, costumbres y mitos de casi todos los rincones de Småland, recuperando la figura de Blenda. En 1813, Erik Johan Stagnelius escribió el poema Blenda.
Si los sucesos hubieran acontecido durante el reinado del rey Ælla, estos hubieran sucedido hacia el año 500, lo que no sorprende pues las mujeres también asumían el papel militar en la defensa del territorio antes del cristianismo. 

### Teorías
A lo largo del siglo XVIII y XIX hubo varios intentos de apoyar o desligitimizar la historicidad de la leyenda. Algunos autores se posicionan en identificar el suceso entre las batallas previas a la reunión de los tres reyes, Inge I de Suecia, Magnus III de Noruega y Erico I de Dinamarca, en Kungahälla (1101), o en el reinado de Sigurd el Cruzado y su ataque sobre Kalmar en 1123. Sven Lagerbring (1707–1787) propuso que el acontecimiento tuvo lugar durante el reinado de Svend III de Dinamarca y su ataque a Suecia hacia 1150. Olof von Dalin (1708–1763), por otro lado, hizo sus conjeturas durante el reinado de Erico V de Dinamarca y su ataque a Småland en 1270. Carl Johan Schlyter (1795–1888), por su parte, sugirió que la historia era un simple cuento inventado para explicar por qué las mujeres de Värend poseían los mismos derechos de herencia que los varones.